# 9903 Leonhardt
A 9903 Leonhardt (ideiglenes jelöléssel 1997 NA1) a Naprendszer kisbolygóövében található aszteroida. Paul G. Comba fedezte fel 1997. július 4-én.